# Valmet Automotive
Valmet Automotive auparavant Saab-Valmet est un fabricant de voitures finlandais.

## Histoire
En janvier 2017, CATL a annoncé sa stratégie d'élaborer un partenariat avec Valmet Automotive, focalisant sa collaboration sur la gestion de projet, l'ingénierie et la fourniture de pack de batterie pour les véhicules électrique et les véhicules hybrides. Dans le cadre de ce partenariat, CATL a acquis 22 % des actions de Valmet Automotive,.

## Activités

### Voitures automobiles
Valmet Automotive fabrique la Porsche Boxster depuis 1997 , les Saab 9.3 cabriolet de 1998 à 2002 et la Porsche Cayman depuis 2005. Le contrat prend fin en 2012.
Elle a signé un contrat avec Fisker Automotive pour assembler la Fisker Karma à partir de 2011.
Elle fabrique des Mercedes-Benz depuis août 2013 : Classe A W176 depuis août 2013, Classe GLC, depuis janvier 2017, Classe A W177 depuis août 2018.
La Lightyear 0, dont le premier exemplaire de pré-série est assemblé en octobre 2022, est produite par Valmet Automotive en Finlande. Il s'agit d'une voiture électrique solaire.

### Batteries
Valmet Automotive a projeté de fabriquer des batteries de voiture à Salo en 2018,.
La production à Salo a commencé en novembre 2019.
Valmet Automotive prévoit de démarrer la production de batteries à Uusikaupunki en 2021.

## Sites
Les principaux sites de production de la société sont situés à :
- Uusikaupunki, Finlande
- Osnabrück, Allemagne
- Żary, Pologne
- Shanghai, Chine

## Galerie

Modèles fabriqués par Valmet
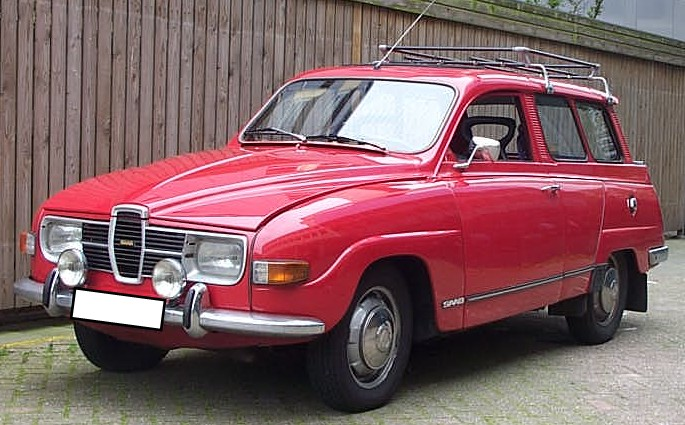
Saab 95
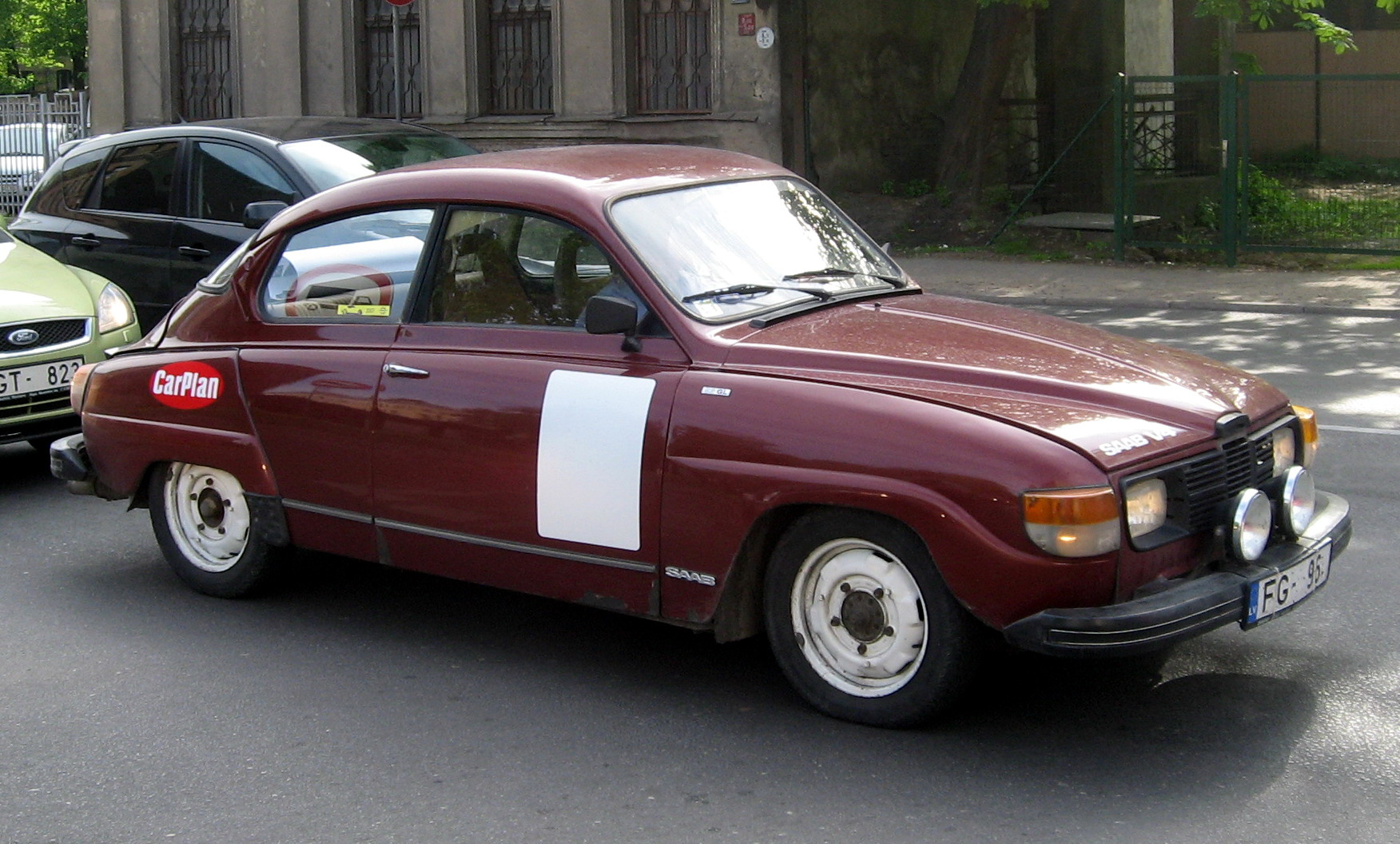
Saab 96
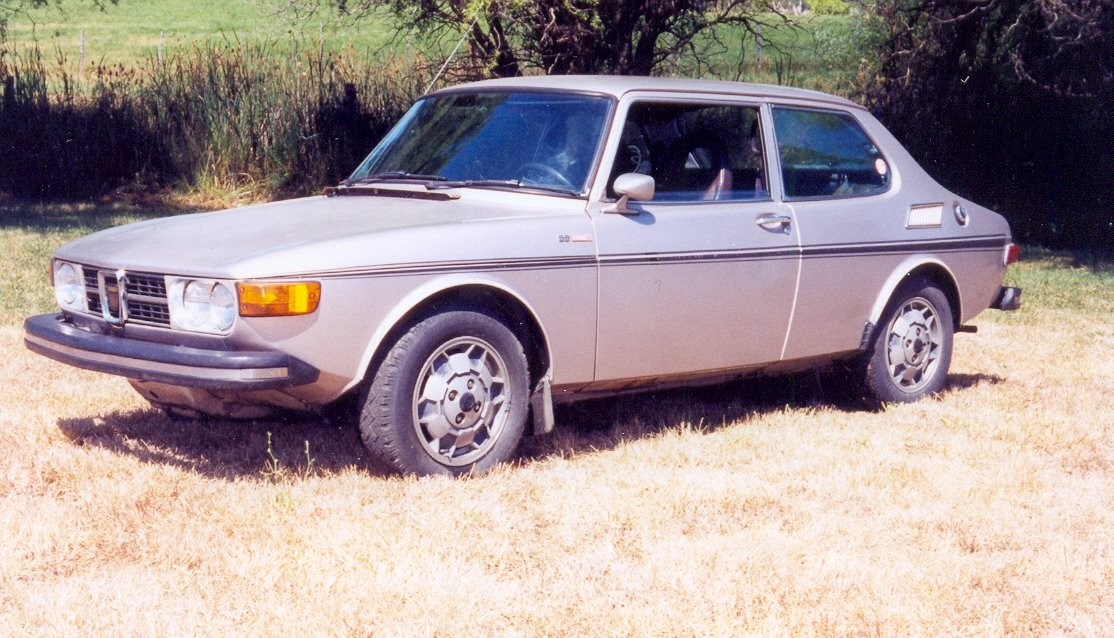
Saab 99
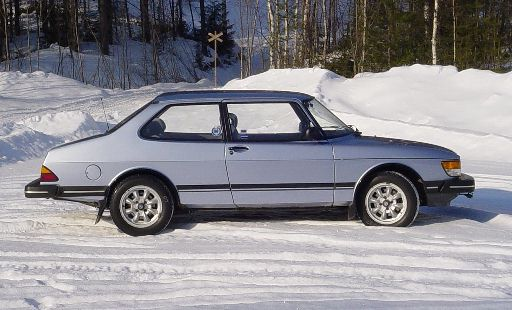
Saab 90
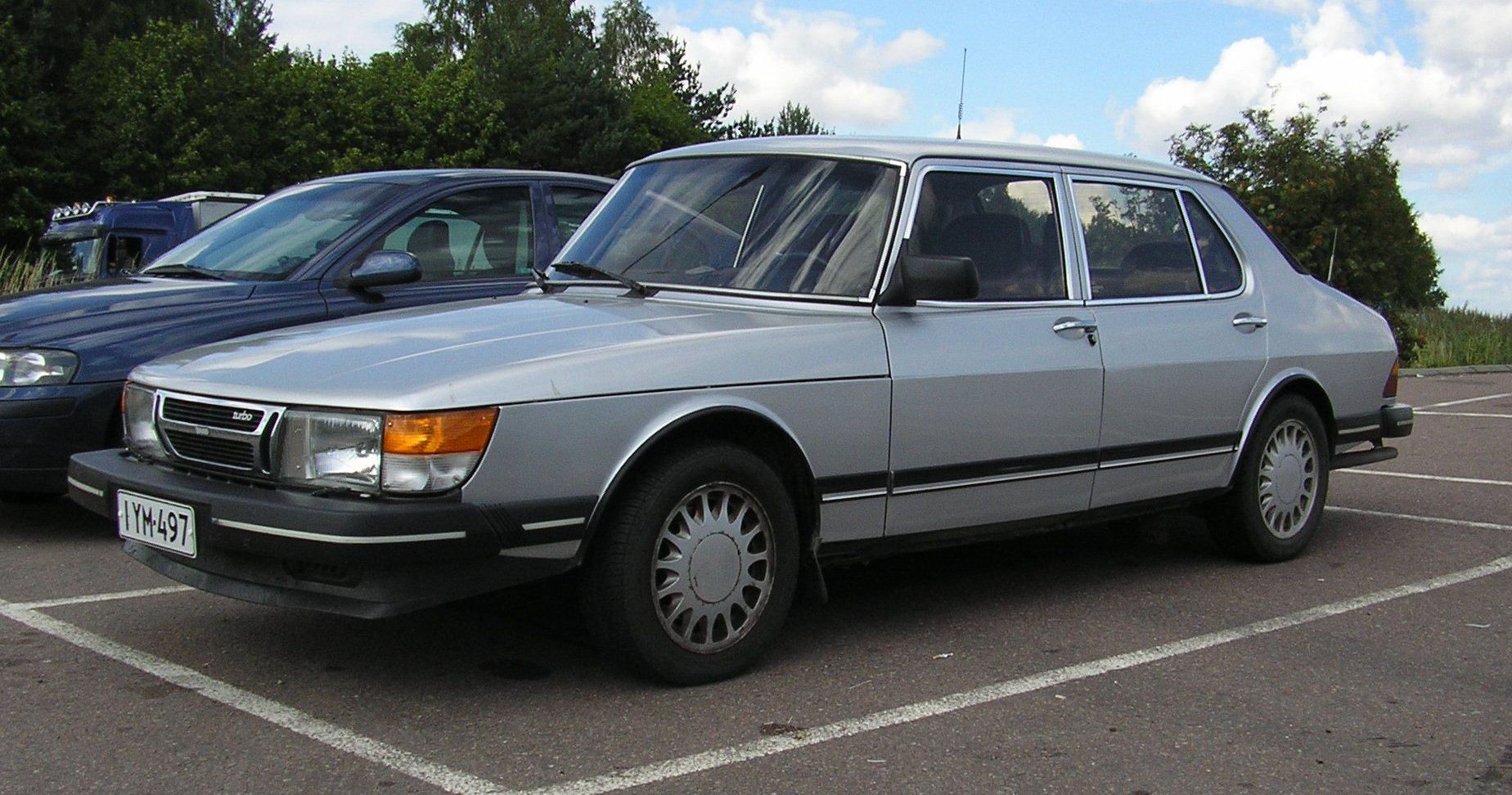
Saab 900
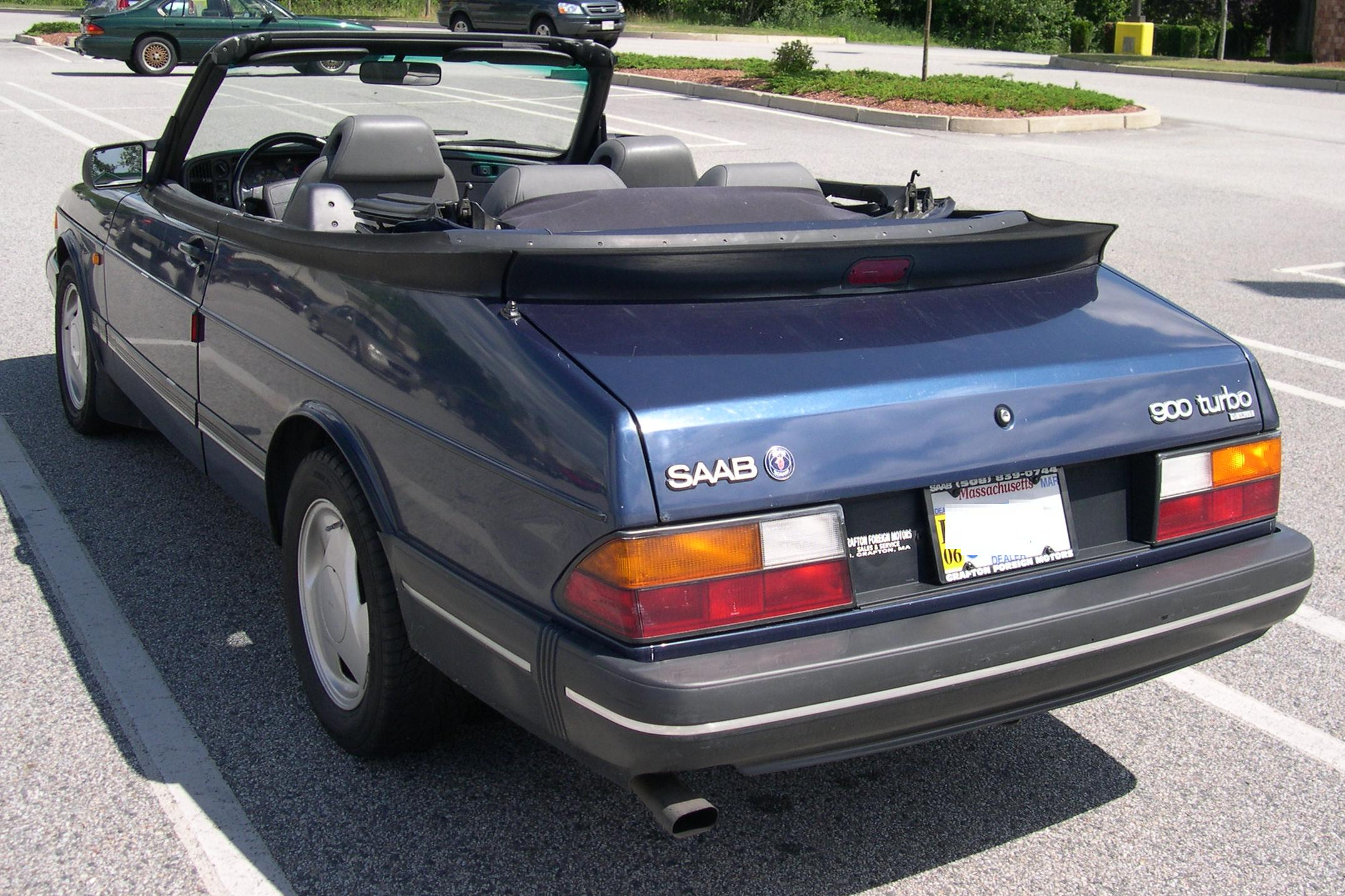
Saab 900 Convertible
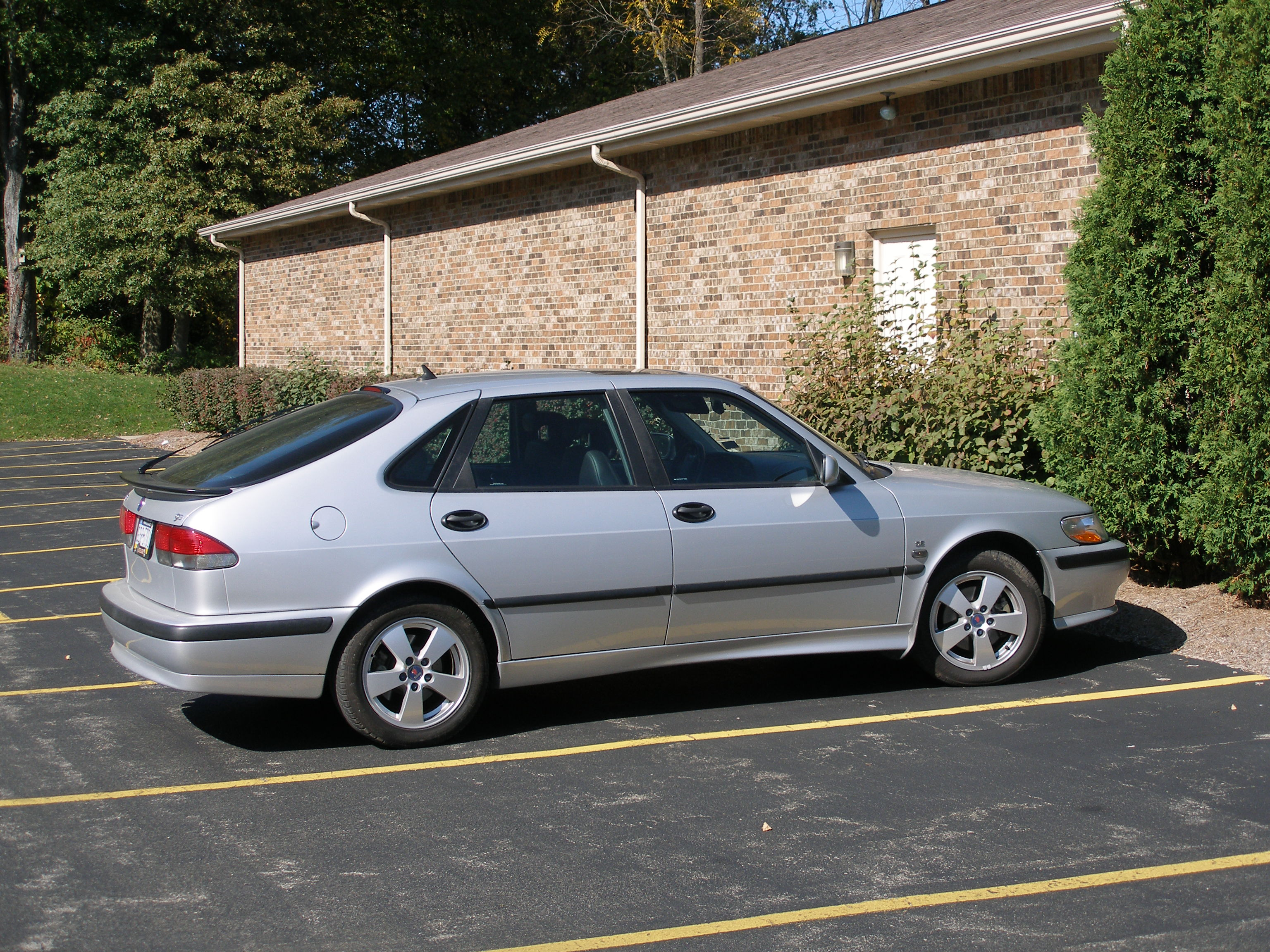
Saab 9-3
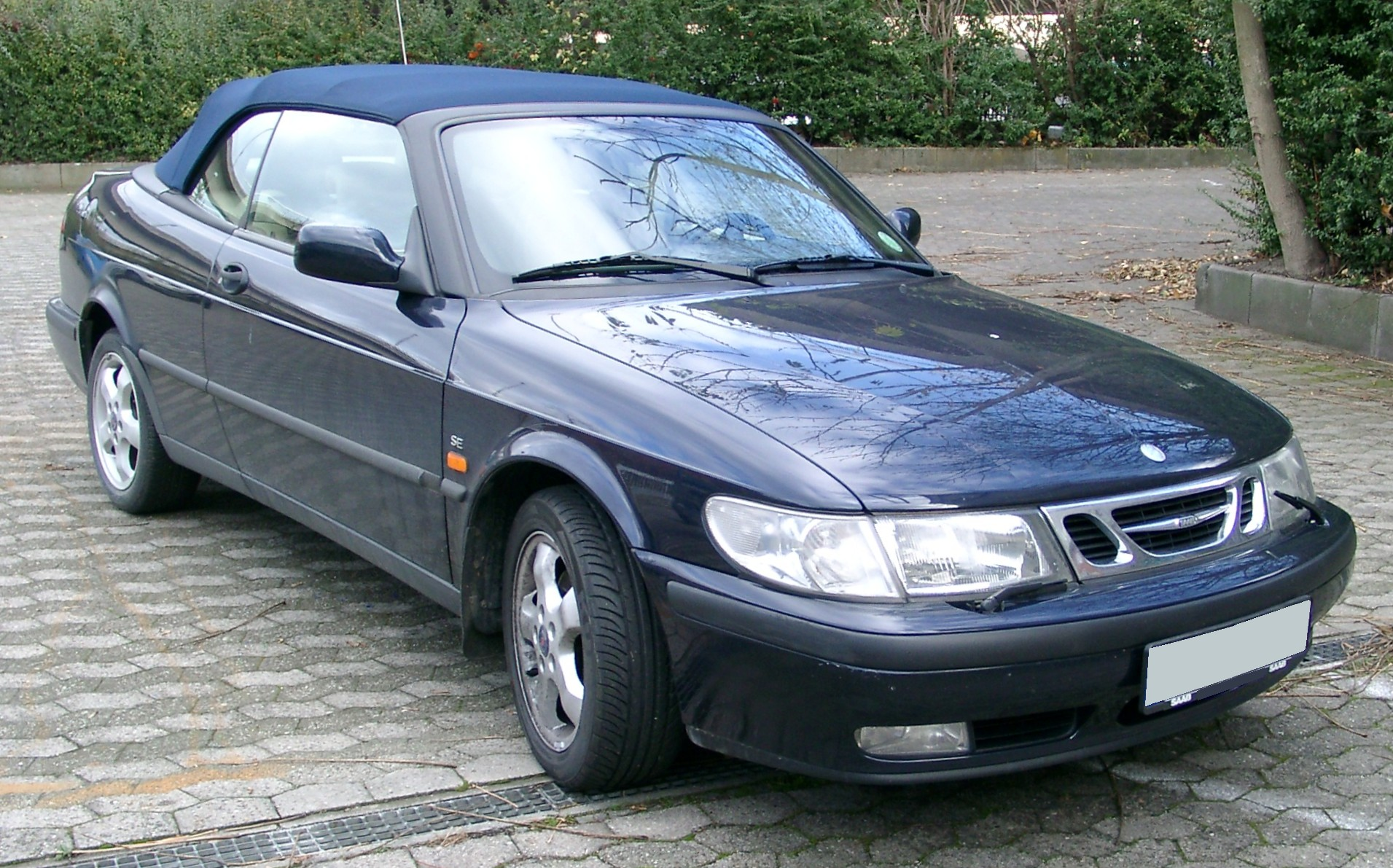
Saab 9-3 Convertible
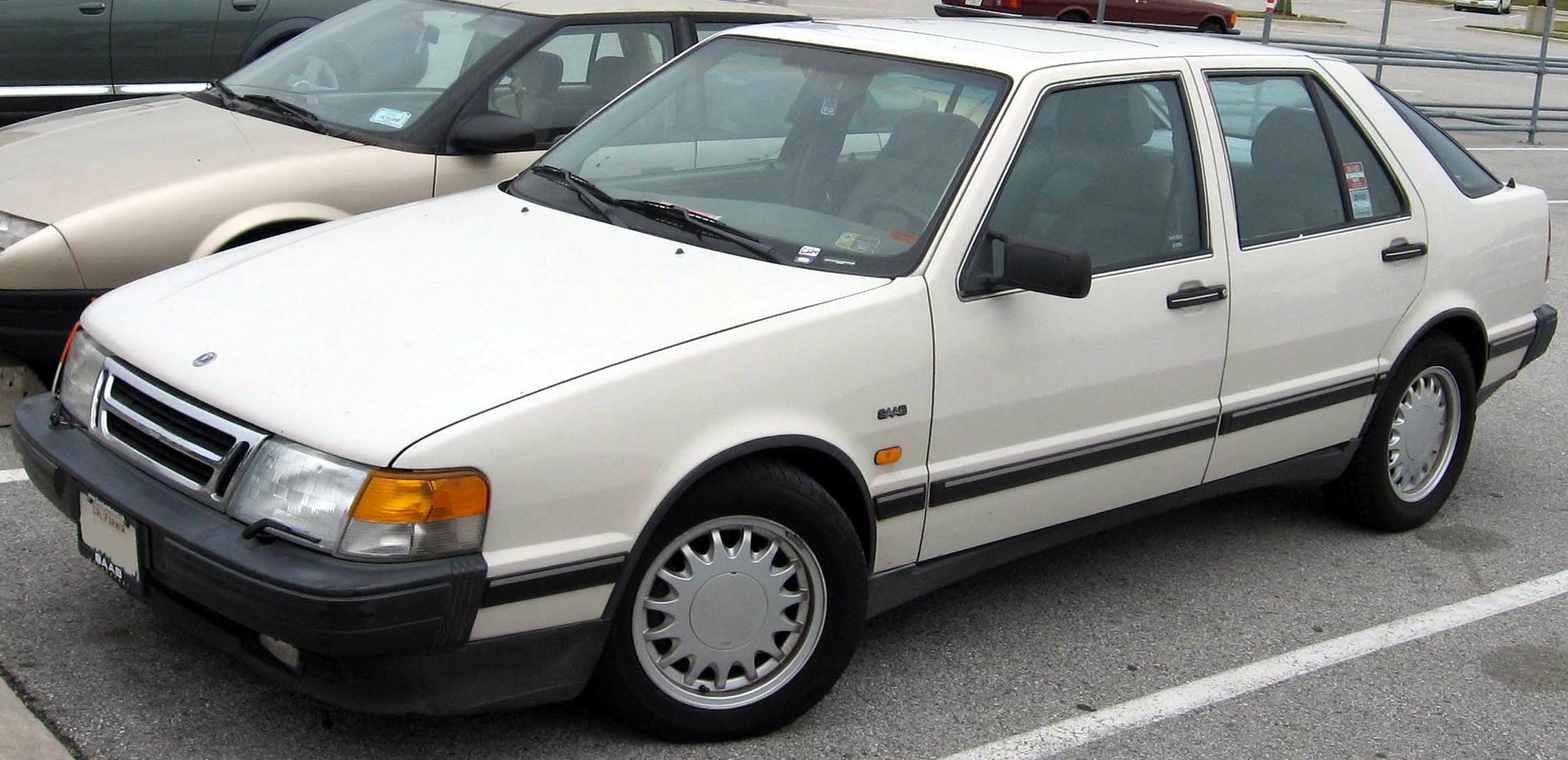
Saab 9000
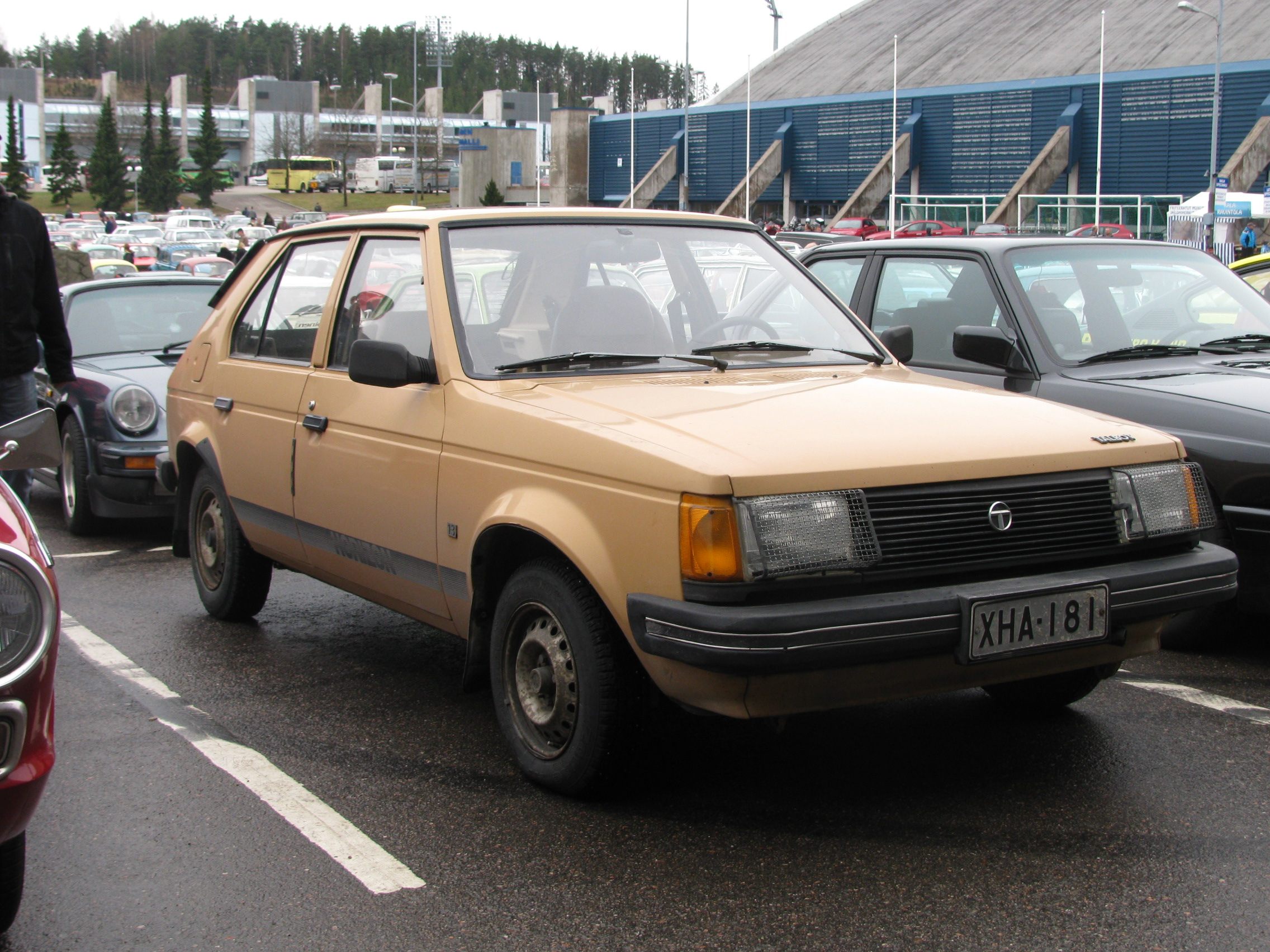
Talbot Horizon GL
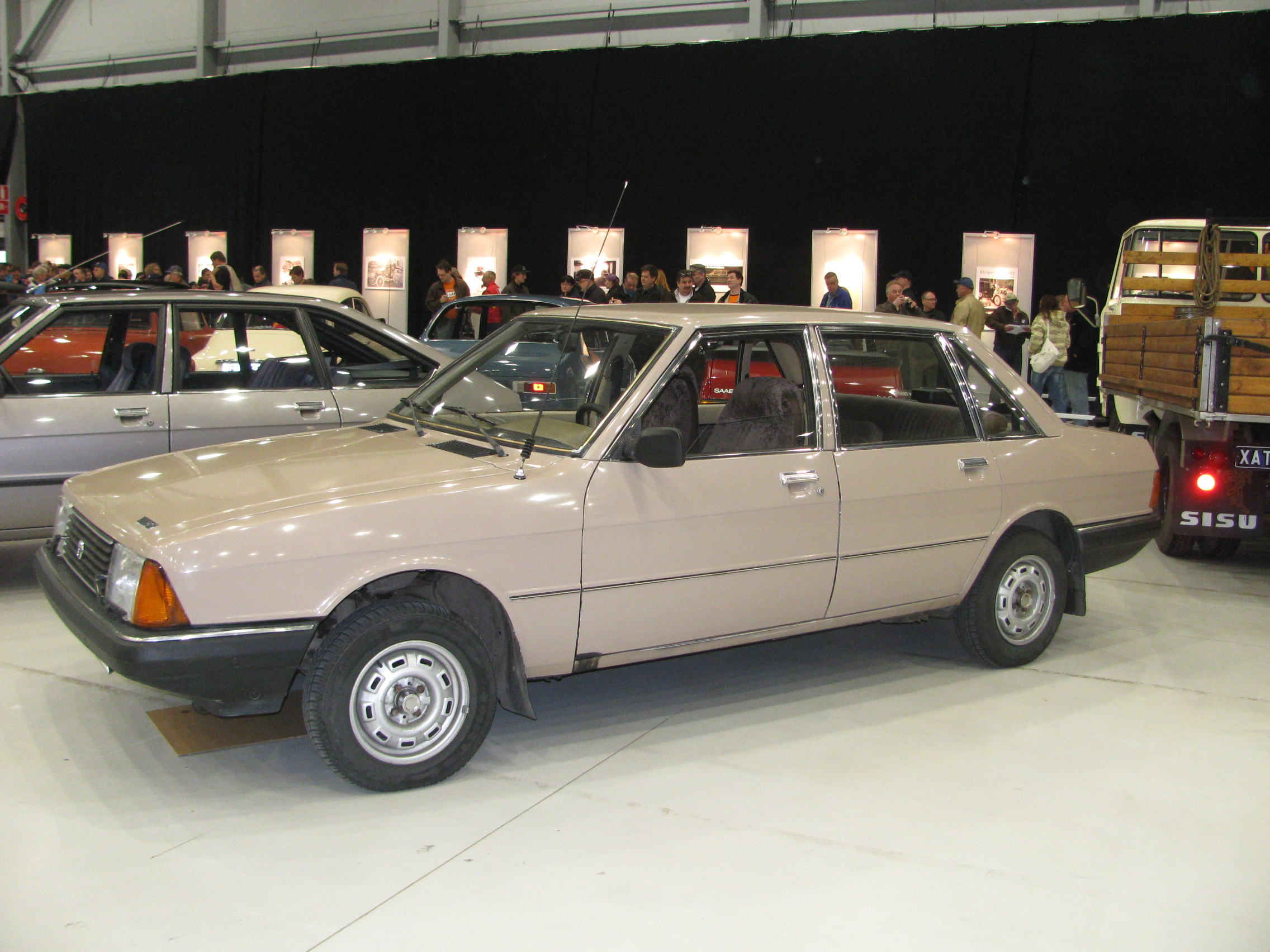
Talbot Solara
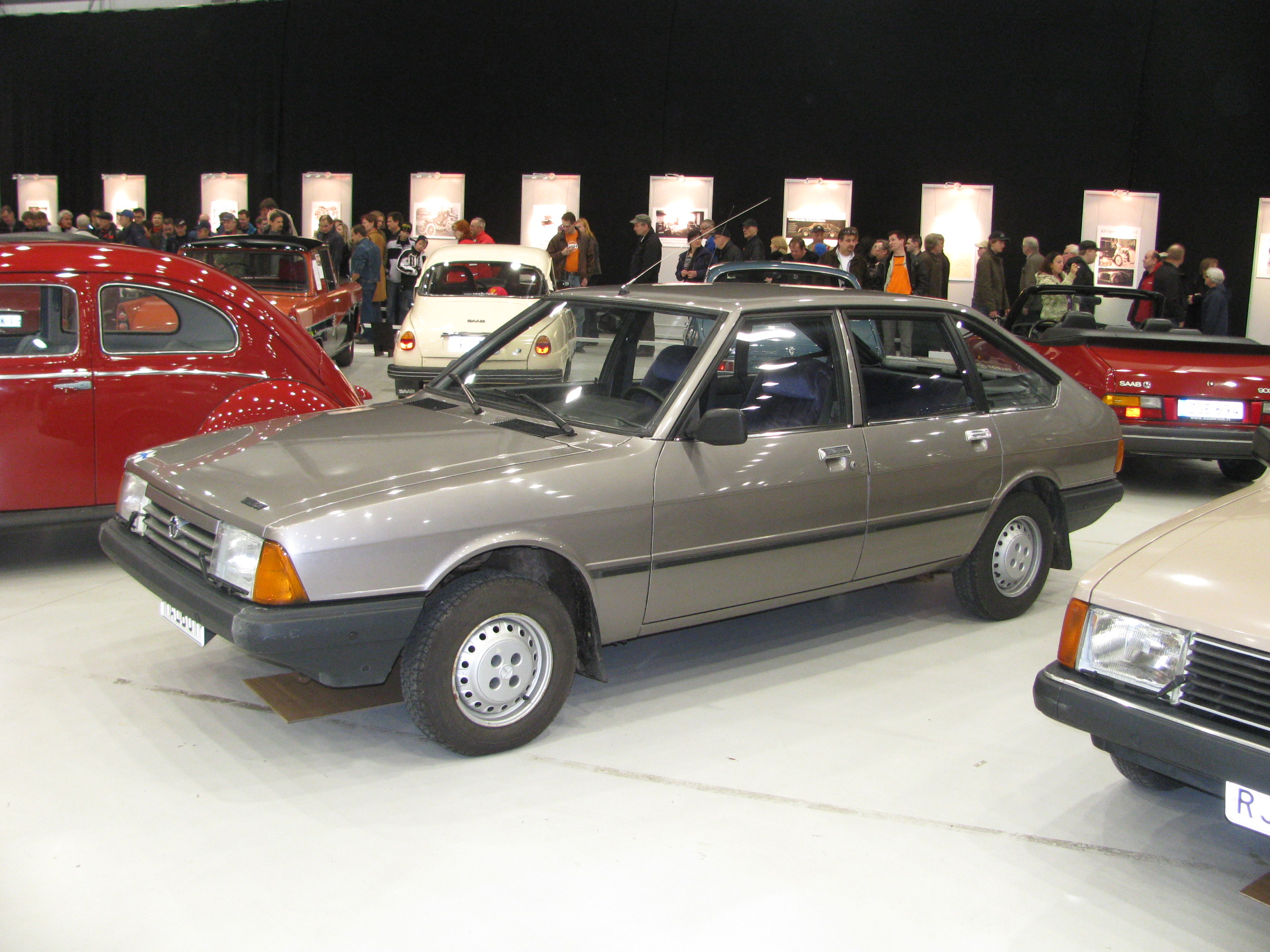
Talbot 1510
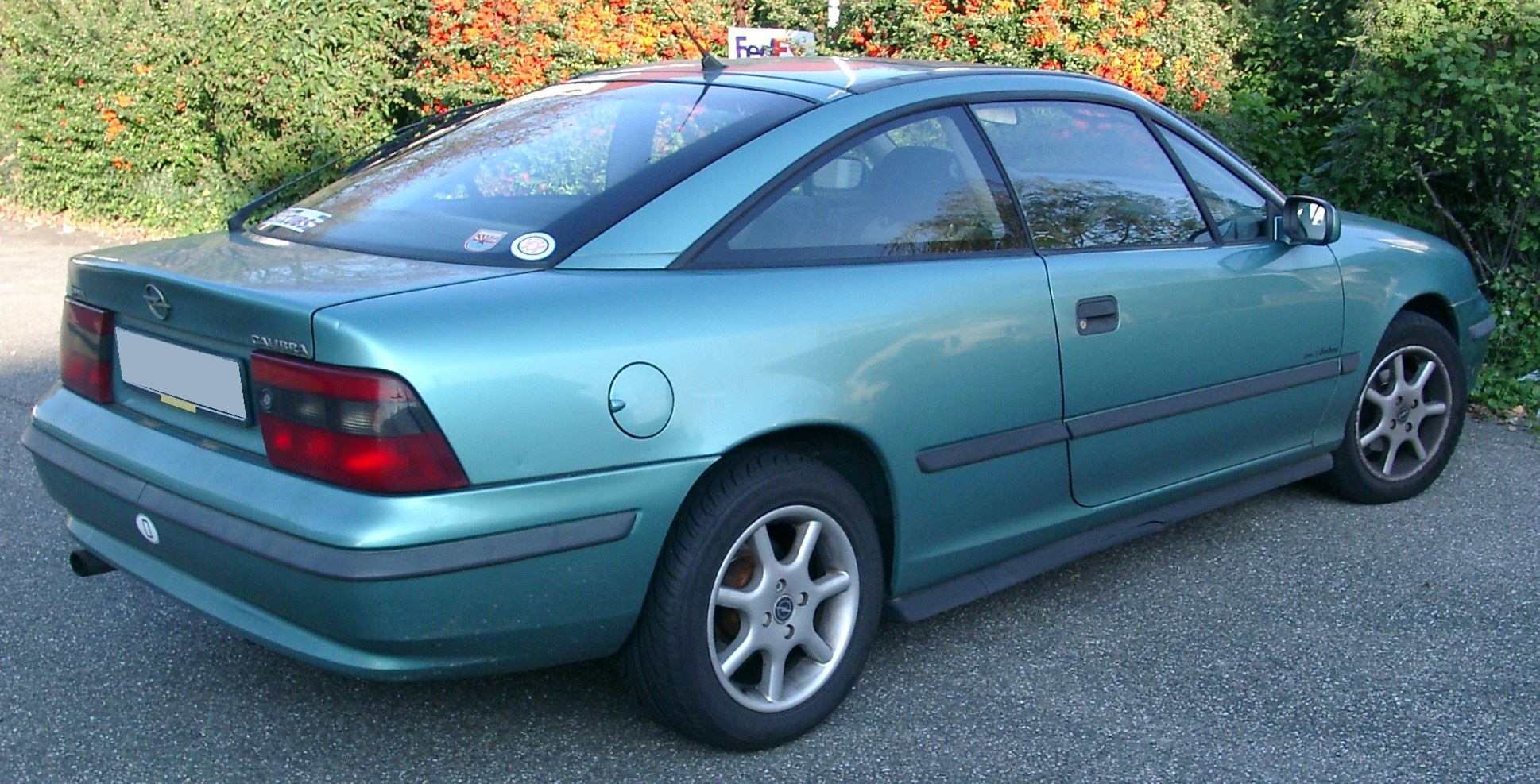
Opel Calibra
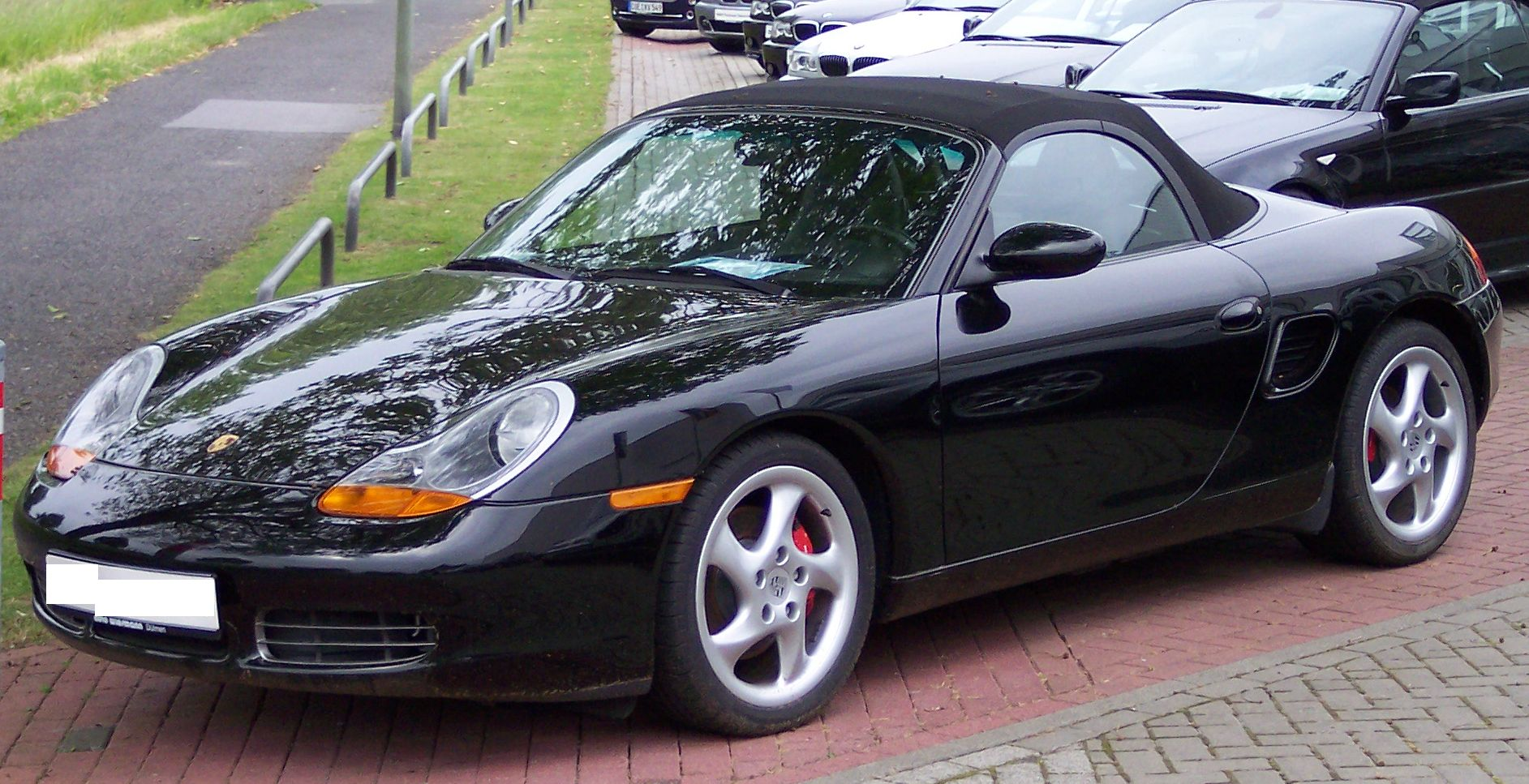
Porsche Boxster
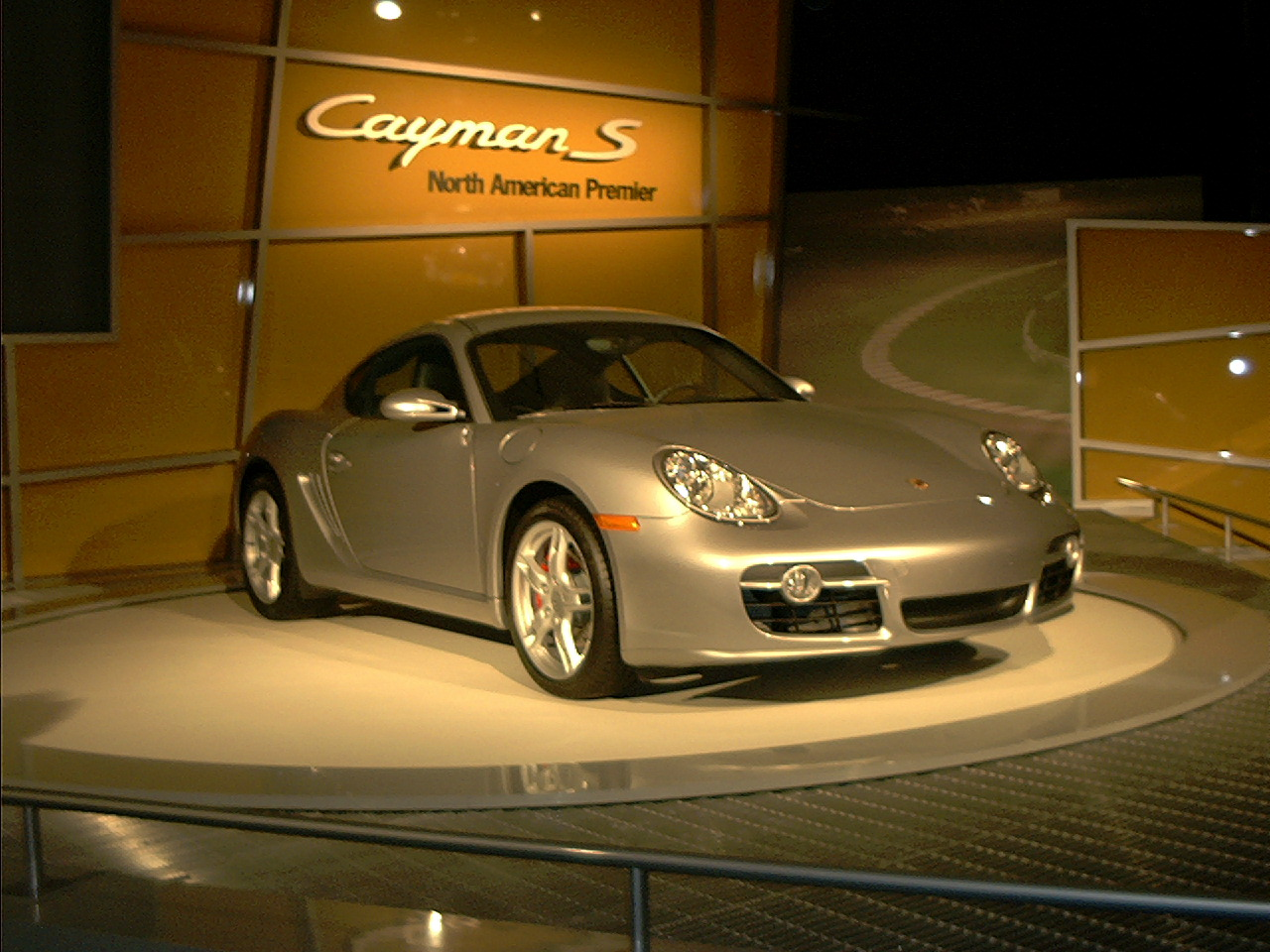
Porsche Cayman S
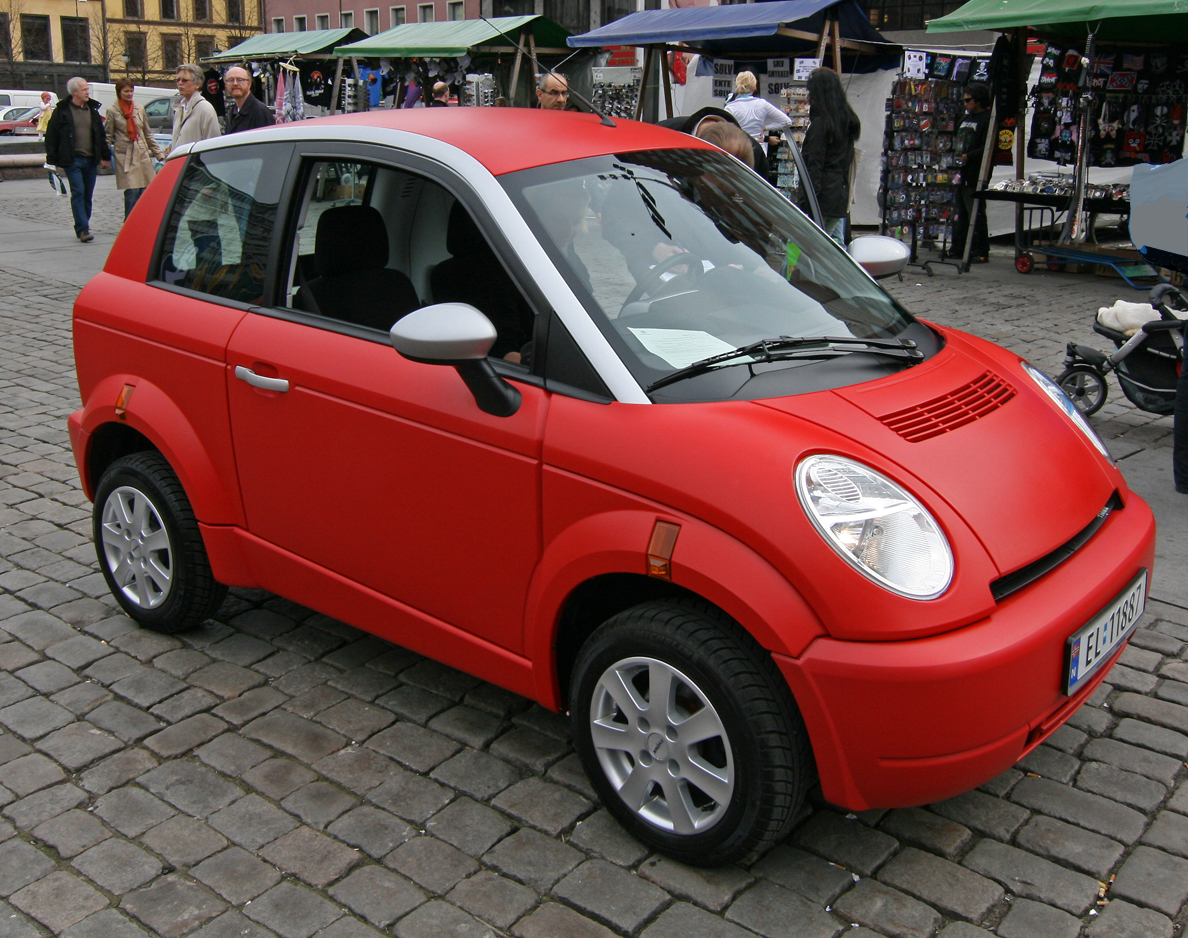
Th!nk City
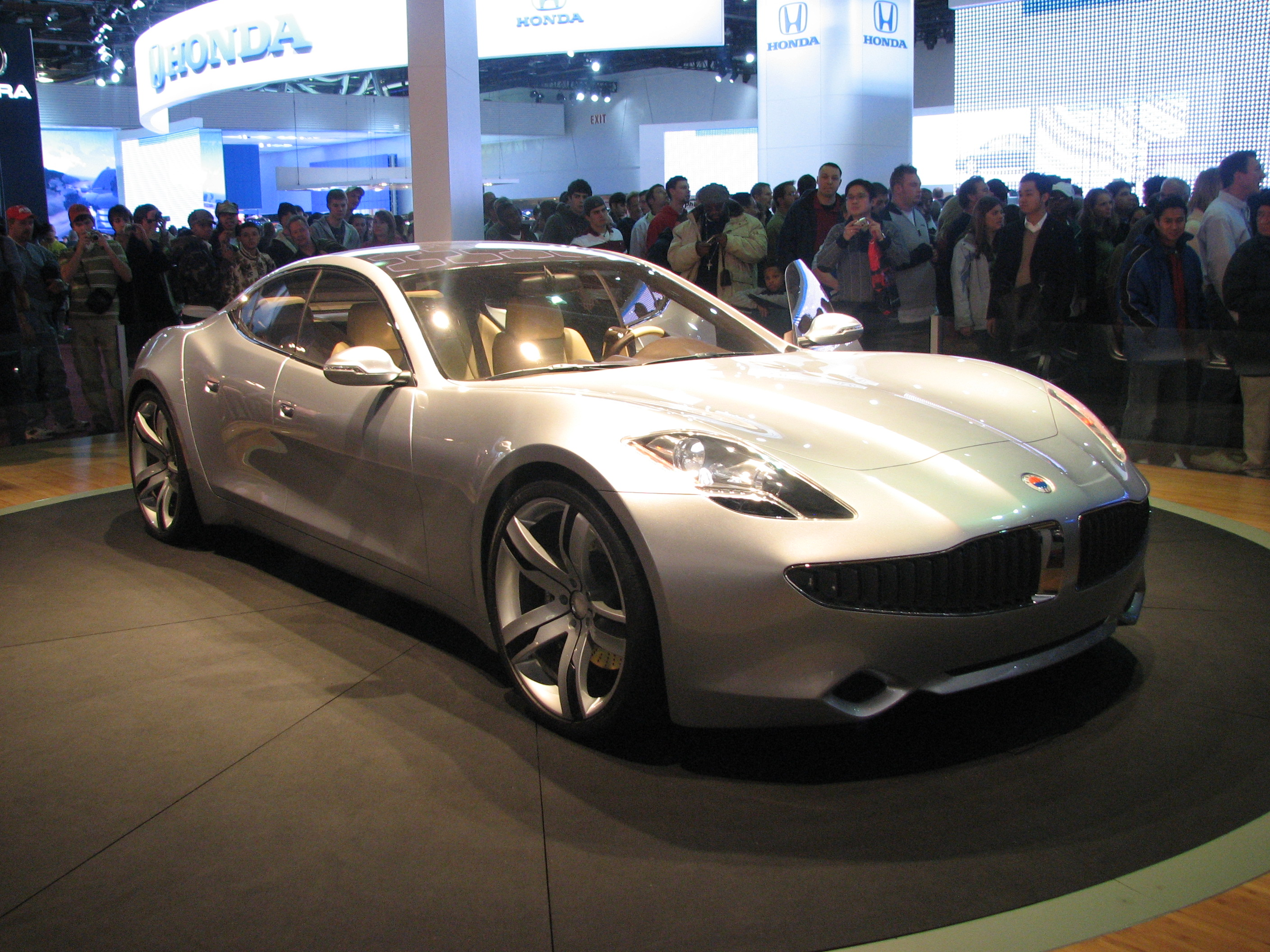
Fisker Karma
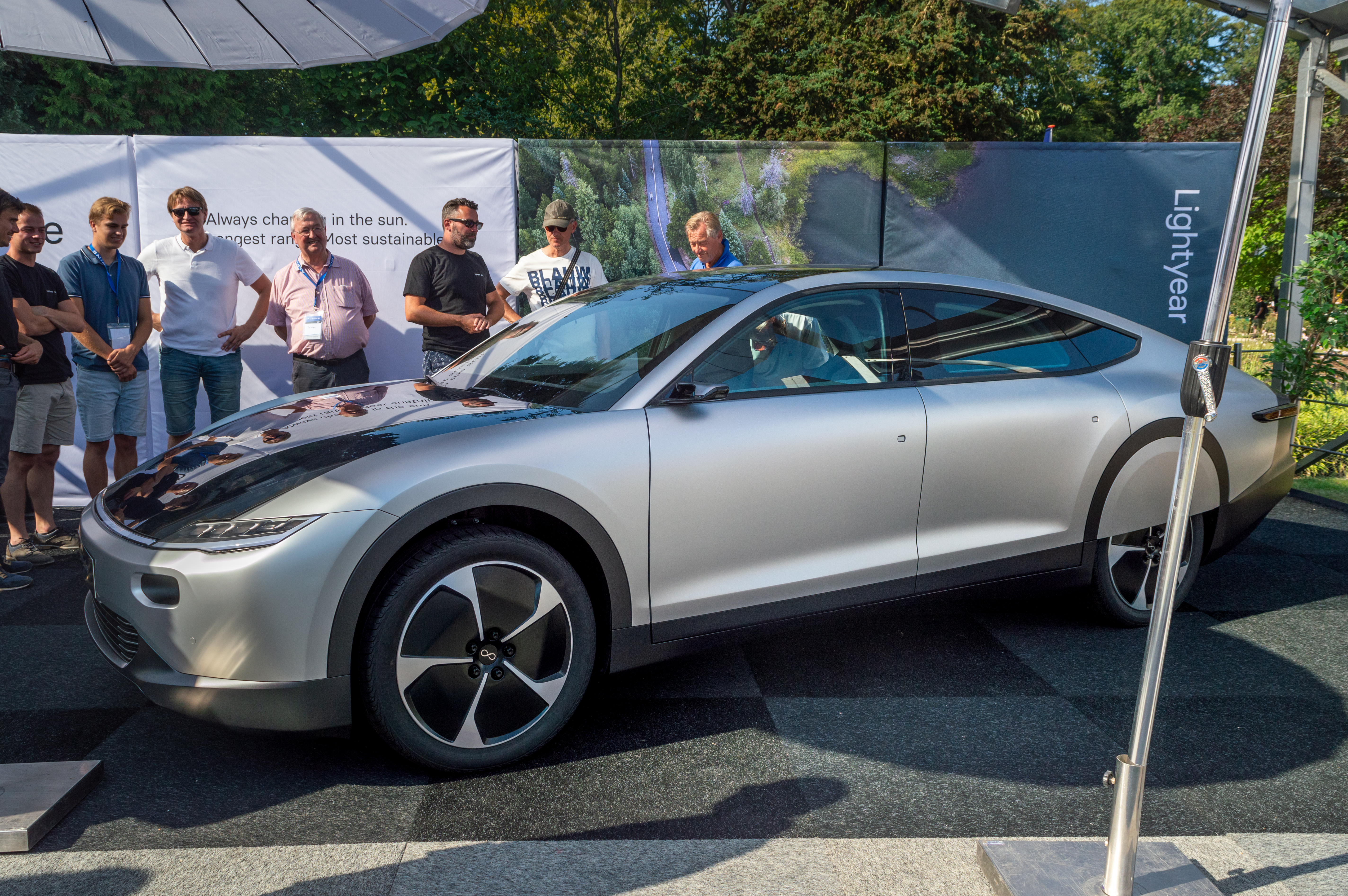
Lightyear 0